# Mary Carlisle
Mary Carlisle   (Boston, 3 de febrer de 1914 - Los Angeles, 1 d'agost de 2018) va ser una actriu, cantant i ballarina estatunidenca. Va participar en una seixantena de llargmetratges, especialment durant els anys 30, entre els quals College Humor (1933), Double or Nothing (1937) o Doctor Rhythm (1938). Solia interpretar el paper d'una jove ingènua.
Va retirar-se el 1942 després de casar-se. El 1960 va rebre una estrella al Passeig de la Fama de Hollywood.